# Петер Паул Рубенс
Петер Паул Рубенс (на нидерландски: Peter Paul Rubens, [petər 'pʌul 'rybə(n)s]) е фламандски художник от епохата на Барока, известен със своя екстравагантен стил, който подчертава и въплъщава подвижността, жизнеността, цвета и чувствеността както никой друг. Във времето на Контрареформацията той рисува множество олтари, портрети, пейзажи и исторически картини с митологични, религиозни и алегорични сюжети. Неговото творчество съчетава традициите на брьогеловия реализъм с достиженията на венецианската школа.
Освен че ръководи голямо ателие в Антверпен, произвеждащо картини за аристокрацията и колекционерите на изобразителното изкуство в цяла Европа, Рубенс е и добре образован ренесансов хуманист, колекционер на изкуство и дипломат, получил рицарско звание както от испанския крал Филип IV, така и от английския крал Чарлз I.
Рубенс е бил харизматичен и привлекателен мъж и компаньон, „висок, достолепен, с правилни форми на лицето, румени страни, кестенява коса, блестящи очи, владеел се е добре, бил е жизнерадостен, внимателен и любезен.“

## Биография

### Произход и образование
Петер Паул Рубенс е роден на 28 юни 1577 г. в Зиген, графство Насау-Диленбург (днес в Германия), в семейството на Ян Рубенс и Мария Пейпелинкс. Баща му е юрист с калвинистки убеждения, който през 1568 г. напуска Антверпен, заради засилващите се религиозни преследвания след назначаването на херцог Алба за испански губернатор на Нидерландия. Първоначално той се установява в Кьолн, но след като става правен съветник на Анна Саксонска, съпругата на Вилхелм Орански, през 1570 г. се премества в нейния двор в Зиген.
Преди раждането на Петер Паул Рубенс баща му Ян Рубенс е изпратен в затвора, заради любовна афера с Анна Саксонска. През 1578 г., след неговото освобождаване, семейството се връща в Кьолн. Ян Рубенс умира през 1587 г. и две години по-късно Рубенс и майка му се връщат в Антверпен, където момчето приема отново католицизма. По-късно религията присъства отчетливо в работата на Рубенс, който казва: „Моята страст идва от небето, а не от земните размишления“. Той се превръща в един от водещите представители на католическата Контрареформация в живописта.
В Антверпен Рубенс получава хуманистично образование, изучава латински и класическа литература. На тринадесетгодишна възраст постъпва на служба при Маргарита Аренбургска в Ауденарде като паж, но след кратко време напуска, за да поеме по творческия си път. На четиринадесет години той става чирак на родственика си, художника на ландшафти и исторически сюжети Тобиас Верхахт. По-късно той учи при двама от водещите художници в града по това време, маниеристите Адам ван Норт и Ото ван Вен. Основната част от първоначалното му обучение се състои от копиране на работите на по-ранни художници, като ксилографиите на Ханс Холбайн Младия или гравюрите по Рафаело Санцио на Маркантонио Раймонди. Рубенс завършва обучението си през 1598 г., когато е приет в Гилдията на Св. Лука като самостоятелен майстор.

### В Италия
През 1600 г. Рубенс заминава за Италия, където посещава Венеция и се запознава с работите на Тициан, Паоло Веронезе и Тинторето. Колоритът и композициите на Веронезе и Тинторето оказват незабавно влияние върху картините на Рубенс, а по-късно зрелият му стил е силно повлиян от Тициан. След това работи като придворен художник на херцога на Мантуа Винченцо Гонзага. Предполага се, че получава този висок пост с препоръка от ерцхерцозите Алберт Австрийски и Изабела Испанска, които управляват нидерландските владения на Хабсбургите и чийто придворен художник е Ван Вен, или от други влиятелни фигури. Работата му в Мантуа включва предимно рисуване и копиране на портрети, но позволява на Рубенс да се запознае с творби на Андреа Мантеня, Тициан и Джюлио Романо от богатата колекция на Гонзага.
През 1601 г. с финансовата помощ на херцог Винченцо Гонзага Рубенс пътува до Рим, преминавайки през Флоренция. Там той изучава класическото гръцко и римско изкуство и копира работи на италианските майстори. Особено влияние му оказва елинистичната скулптура „Лаокоон и синовете му“, както и изкуството на Микеланджело Буонароти, Рафаело Санцио и Леонардо да Винчи.
Рубенс е повлиян и от по-новите и силно натуралистични картини на Микеланджело да Караваджо. По-късно той прави копие на неговата картина „Погребението на Христос“, препоръчва на херцога на Мантуа да купи „Смъртта на Девата“, Лувър и играе важна роля за придобиването на „Мадоната с броеницата“, Музей на историята на изкуството от църквата Св. Пол в Антверпен. По време на своя пръв престой в Рим Рубенс завършва и първата си монументална творба – по поръчка на ерцхерцог Алберт, той рисува три творби за църквата Санта Кроче ин Джерузалеме в Рим – Света Елена със Светия кръст за главния олтар и Увенчаването на Христос с тръни и Изкачването на кръста за страничните олтари. С това Рубенс затвърждава репутацията си в Италия.
През 1603 г. Петер Паул Рубенс е изпратен от херцога на Мантуа на дипломатическа мисия в Испания, като поднася подаръци от фамилията Гонзага в двора на крал Филип III. По време на това пътуване той се запознава с голямата колекция от картини на Рафаело и Тициан, както и на фламандски художници, събрана от предходния крал Филип II. По време на своя престой в Испания той рисува портрет на херцог Лерма на кон, повлиян от картини като Тициановия „Карл V при Мюлберг“. Това пътуване става първото от цяла поредица, съчетаващи изкуството и дипломацията.
Рубенс се връща в Италия през 1604 г. и прекарва следващите няколко години в Мантуа, Генуа и Рим. В Генуа той рисува множество портрети, като тези на маркиза Бриджида Спинола-Дория и Мария ди Антонио Сера Палавичини, в стил, оказал влияние върху работата на Антонис ван Дайк, Джошуа Ренолдс и Томас Гейнсбъро. Той започва и книга с илюстрации на дворците в града.
През 1606 – 1608 г. Рубенс прекарва повечето време в Рим, където с помощта на кардинал Джакопо Сера, брат на Мария Палавичини, получава най-значимата си поръчка до този момент – главния олтар на нашумялата новоизграждаща се църква Санта Мария ин Валичела, известна също като Киеза Нуова. Олтарът трябва да показва как Св. Григорий Велики и други местни светци се покланят на икона на Богородица и Младенеца. Първият вариант на платното бързо е заменен от втора версия от три панела, които дават възможност истинската икона, съхранявана в църквата, да бъде показвана на богомолците на важни празници чрез отварянето на меден капак, също изрисуван от Рубенс.
Опитът на Рубенс от Италия продължава да оказва влияние и върху по-късното му творчество. Той води голяма част от кореспонденцията си на италиански, подписва се като Pietro Paolo Rubens и често говори за връщането си в Италия, мечта, която така и не се осъществява.

### Завръщане в Антверпен
Към 1607 г. Рубенс вече започва да намира работата в Мантуа тягостна и моли Алберт да се застъпи за него. Ерцхерцогът пише до Гонзага с молба да освободи Рубенс, но последният, бидейки изключително доволен от работата на художника, отказва. През 1608 година Рубенс научава, че майка му е тежко болна, и се подготвя за заминаване от Италия, но тя умира преди той да успее да стигне до Антверпен. Завръщането му съвпада с период на ново процъфтяване на града след подписването на Антверпенския договор, с който започва Дванадесетгодишното примирие между враждуващите страни в Нидерландия. Рубенс се колебае и в писмо до приятеля си Йохан Фабер в Рим споделя: „Все още не съм решил дали да остана в родината или да се върна в Рим, където съм поканен при най-изгодни условия. Тук също не пропускат да положат всички усилия да ме задържат, с всякакви комплименти. Ерцхерцогът и Нейна Светлост Инфантата ми писаха, настоявайки да остана в тяхна служба. Тяхното предложение е много щедро, но аз почти нямам желание да стана отново част от двора. Антверпен и гражданите му ще ме удовлетворят, при положение че мога да се простя с Рим. Мирът, или по-скоро примирието, почти сигурно ще бъде ратифицирано и за тези години нашата страна отново ще процъфти.“
През септември 1609 г. Рубенс е назначен за придворен художник на ерцхерцозите Алберт и Изабела. По думите на племенника на Рубенс Филип, ерцхерцог Алберт „го държи в двора със златни окови“: със специална диплома, издадена от Алберт на 23 септември 1609 година, Рубенс получава годишна пенсия от 500 ливри, както и допълнителни „права, почести, свободи, облекчения и франшизи, както и от услугите на нашите придворни“. Рубенс заема изключително висока позиция сред дворцовите художници – даден му е постът peintre de nostre hotel (приблизително, художник на покоите). За сравнение, Ян Брьогел Стари получава през 1608 година стандартния пост constschilder Harer Hoogheden (художник на Техни Величества), а през 1610 сам моли да бъде направен peintre domestique (придворен художник). Дипломата споменава неговите „разум и огромен опит в изобразителното изкуство, както и в други изкуства“ – уменията му като дизайнер на гоблени и ковьори, в украсата на златни и сребърни съдове и изографисване на книги. Рубенс получава специално разрешение да разположи ателието си в Антверпен, вместо в двора в Брюксел, като му се разрешава „да обучава в изкуството си когото пожелае, без да е обект на ограниченията на гилдията“, както и да приема поръчки от други клиенти. Всички творби по поръчка на Алберт и Изабела се заплащат допълнително. Рубенс остава близък с ерцхерцогиня Изабела до нейната смърт през 1633 година и тя използва услугите му не само като художник, но и като посланик и дипломат.
Рубенс и Алберт се радват на изключително близки взаимоотношения. Кореспонденцията им е освободена от формалности; по молба на Рубенс Алберт прави опити да прекрати проект за скулптурен олтар на катедралата „Св. Бавон“ в Гент; Рубенс кръщава първородния си син Алберт, на ерцхерцога.
Рубенс утвърждава връзката си с Антверпен, като на 3 октомври 1609 г. се жени за Изабела Брант, дъщеря на изтъкнатия местен гражданин и хуманист Ян Брант. Двамата имат три деца – Клара, Николас и Алберт.
През 1610 г. Петер Паул Рубенс се премества в нова къща с ателие, проектирани от самия него. Сградата в стил с подчертано италианско влияние, днес музей Рубенсхойс, е разположена в центъра на Антверпен и включва работни помещения за Рубенс и неговите помощници, библиотека и помещения за личната му колекция от произведения на изкуството. Към сградата Рубенс проектира и кръгла постройка подобна на Пантеона в Рим. По същото време, поради многото поръчки, организира и ателието си с голям брой ученици и асистенти. Най-известният от учениците му е младият Антонис ван Дайк, който работи в ателието му от 1618 до 1620 г. и който скоро след това ще се превърне в най-видния фламандски портретист. Ателието си сътрудничи активно и с множество специалисти от града, като художника на животни Франс Снейдерс и неговия приятел и съратник Ян Брьогел Стари.
В работата си Рубенс е дисциплиниран и прилежен. Денят му е започвал в 4:00 ч. сутринта и е работил до 17:00 ч., след което е излизал да язди, за да поддържа добра физическа форма. Докато е рисувал, е обичал да му се чете класическа литература. Рубенс е и запален колекционер на скъпоценни камъни, антични скулптури и монети и други артефакти. Колекцията му, в която е имало дори и египетска мумия, е атракцион за високопоставени чуждестранни гости.
Картините на Рубенс за олтара на Антверпенската катедрала „Издигането на Кръста“ (1610 – 1611) и „Свалянето от Кръста“ (1611 – 1614), рисувани малко след връщането му от Италия, изиграват важна роля за неговото утвърждаване като водещия фламандски религиозен художник. „Издигането на Кръста“, например, демонстрира художествения синтез на „Разпятието“ на Тинторето, рисувана за Скуола Гранде ди Сан Роко във Венеция, с динамичните фигури на Микеланджело и собствения стил на самия Рубенс. Тази картина е сочена като основен пример за религиозното изкуство на Барока.
През този период от своята кариера Рубенс използва активно производството на печатни репродукции и заглавни страници за книги, особено издавани от неговия приятел Балтасар Моретус, собственик на голямото антверпенско издателство Плантен, за да разпространи славата си в цяла Европа. С изключение на няколко брилянтни офорта, той подготвя само рисунките за тези издания, оставяйки подготовката на печата на специалисти, като Лукас Ворстерман. Той наема няколко гравьори, работили при Хендрик Голциус, които внимателно обучава за по-енергичния стил, към който се стреми. Рубенс създава и последните значими ксилографии преди възраждането на тази техника през 19 век. Той установява практиката на заплащане на права за копиране на работите му, особено в Холандия, където печатни репродукции на негови картини намират широко разпространение, но също и в Англия, Франция и Испания.

### Цикъл на Мария де Медичи и дипломатически мисии
През 1621 г. Мария де Медичи, кралицата майка на Франция, възлага на Рубенс изработването на два големи алегорични цикъла, посветени на нейния живот и на живота на нейния съпруг, покойния крал Анри IV, който трябва да бъдат поставени в Люксембургския дворец в Париж. Цикълът на Мария де Медичи е завършен през 1625 година и днес се намира в парижкия музей Лувър. Рубенс започва да работи и по втория цикъл, но той остава незавършен. През 1630 г. Мария Медичи е изпратена в изгнание от своя син Луи XIII и по стечение на обстоятелствата умира през 1642 година в същата къща в Кьолн, в която Рубенс е живял като дете.
Смъртта на ерцхерцог Алберт на 13 юли 1621 г. променя динамиката на взаимоотношенията на Рубенс с двора в Брюксел. Времената са изключително сложни, тъй като Дванадесетгодишното примирие е изтекло и трите големи сили – Испания, Холандия и Англия – подготвят следващите си ходове. Доверието на Изабела в Рубенс, както и растящата му репутация и лекотата, с която се движи из Европа, го правят естествен избор за изпълнител на дипломатически мисии. През 1621 г. Рубенс пътува със свекър си Ян Брант на север в опит да поднови примирието. През септември същата година Изабела му дава пенсия за „добрите дела, които е извършил в полза на Нейно Величество“, а през 1623 г., докато е в Париж за поръчката на Мария де Медичи, започва преговори с Балтазар Гербир (англо-нидерландски дипломат) и Джордж Вилиърс, Първи херцог на Бъкингам от името на ерцхерцогинята. През 1624 година френският посланик пише от Брюксел по време на гостуването на Владислав Ваза при Изабела: „Рубенс е тук, за да спечели симпатиите на принца на Полша по нареждане на инфантата“.
През 1625 г. Антверпен е засегнат от чумата. От съображения за сигурност Рубенс мести семейството си в Брюксел, но след завръщането им в Антверпен, съпругата му Изабела се разболява и умира (вероятно от чума) през 1626 г. Рубенс е съкрушен от загубата на „човека, когото ще обичам и тача, докато съм жив“ и се посвещава на дипломатическа работа.
Особено активна е дипломатическата дейност на Рубенс между 1627 и 1630 г., когато той пътува непрекъснато между дворовете на Испания и Англия в търсене на мирно споразумение между Испанска Нидерландия и Съединените провинции. В качеството си и на художник, и на дипломат той пътува неколкократно и в самите Съединени провинции. В европейските дворове понякога той се сблъсква с възгледа, че придворните не трябва да използват ръцете си в никакъв занаят, но мнозина се отнасят към него и като към благородник. През този период Петер Паул Рубенс получава на два пъти рицарско звание – първо от испанския крал Филип IV през 1624 г., а след това и от английския крал Чарлз I през 1630 г.
През 1628 – 1629 г. Рубенс прекарва осем месеца в Мадрид. Освен дипломатическите преговори, той рисува и няколко картини за краля и за частни клиенти и подновява изучаването на работите на Тициан, копирайки много от намиращите се в Мадрид негови картини. По време на този престой той се сприятелява с придворния художник Диего Веласкес, с когото планират пътуване до Италия през следващата година, но скоро Рубенс се връща в Антверпен и Веласкес заминава без него. Престоят на Рубенс в Антверпен е кратък и не след дълго той заминава за Лондон, където остава до април 1630 година. Там той рисува като подарък за крал Чарлз I картината „Алегория на мира и войната“.
Рубенс изпълнява още две важни дипломатически мисии. През 1631 г. Рубенс е посланик на Изабела пред Мария де Медичи, която се установява временно с малкия си син Гастон Орлеански в Южна Нидерландия след неуспешен опит да премахнат кардинал Ришельо. Последната мисия на Рубенс е през 1632 г., след падането на Мастрихт в ръцете на Фредерик Хендрик (най-малкия син на Вилхелм Орански). Рубенс прави опити да започне мирни преговори с представителите на Генералните щати, но именно при тази среща Херцогът на Арсхот избухва: „Много ще се радвам, ако някой ден се научите как хора във Вашето положение трябва да се обръщат към хора с моя ранг!“. След този провал Рубенс моли Изабела да го освободи от дипломатическите му задължения, на което тя неохотно се съгласява.
Въпреки че през третото десетилетие на века международната репутация на Рубенс сред колекционерите и аристокрацията не спира да расте, той и ателието му продължават да изработват монументални картини и за местни клиенти в Антверпен. Известен пример за това е картината „Успение на Света Богородица“ (1625 – 1626), рисувана отново за Антверпенската катедрала.

### Последни години
Рубенс прекарва последното десетилетие от живота си близо до Антверпен. Продължава да изпълнява големи поръчки за чуждестранни клиенти, като украсата на тавана на Банкетната къща в двореца Уайтхол в Лондон, но сега се насочва и към по-интимни художествени теми.
Един от най-големите му патрони е Филип IV, който поръчва над 80 творби.
През 1630 г., четири години след смъртта на първата си съпруга, петдесет и три годишният художник се жени за шестнайсетгодишната Хелена Фурман. Изборът му е донякъде изненадващ, защото Фурман произхожда от уважавана търговска фамилия, а художникът, движейки се в по-високи обществени кръгове, е можел да се ожени за аристократка. През следващите години Фурман му ражда пет деца, последното родено осем месеца след смъртта му. Фурман се превръща във вдъхновение за чувствените фигури в много от късните картини на Рубенс, като „Градината на любовта“, „Трите грации“ и „Съдът на Парис“. В последната картина, рисувана за испанския двор, младата съпруга на художника е изобразена като Венера.
През 1635 г. Рубенс купува замъка Стен (днес известен като Рубенскастел), разположен в днешната община Земст, между Мехелен и Брюксел, където до края на живота си прекарва голяма част от своето време. Тук той рисува пейзажи, като „Замъкът Стен с ловец“ и „Селяни се връщат от полето“, които отразяват по-личния характер на много от късните му работи. През този период той се вдъхновява и от нидерландските традиции на Питер Брьогел Стария в картини като „Селски празник“ (ок. 1630 г.).
Петер Паул Рубенс умира на 30 май 1640 г. в дома си в Антверпен от сърдечна недостатъчност в резултат на хронична подагра и е погребан в църквата „Свети Яков“.

## Музеи с творби на Рубенс
Белгия и Нидерландия
- Къща музей „Рубенс“ (Rubenshuis), Антверпен
- Кралски музеи на изящните изкуства на Белгия (Koninklijke Musea van Schone Kunsten van België/Musées royaux des Beaux-Arts de Belgique), Брюксел
- Кралски музей на изящните изкуства (Koninklijk Museum voor Schone Kunsten Antwerpen), Антверпен
- Музей на изящните изкуства (Museum voor Schone Kunsten Gent), Гент
- Маурицхойс (Mauritshuis), Хага
- Музей „Боейманс-Ван Бюнинген“, (Museum Boijmans Van Beuningen), Ротердам
- Кралски музей (Rijksmuseum), Амстердам

Други държави в Европа
- Валраф-Рихартц-Музеум (Wallraf-Richartz-Museum), Кьолн, Германия
- Старата пинакотека (Alte Pinakothek), Мюнхен, Германия
- Берлинска картинна галерия (Gemäldegalerie), Берлин, Германия
- Художественоисторически музей (Kunsthistorisches Museum Wien), Виена, Австрия
- Музей Лихтенщайн (Liechtenstein Museum), Виена, Австрия
- Лувър (Louvre), Париж, Франция
- Музей на изящните изкуства (Palais des Beaux-Arts), Лил, Франция
- Национална галерия (Národní galerie v Praze), Прага, Чехия
- Прадо (Museo del Prado), Мадрид, Испания
- Национална галерия (National Gallery), Лондон, Великобритания
- Ермитаж, Санкт Петербург, Русия
- Галерия „Уфици“ (Galleria degli Uffizi), Флоренция, Италия
- Национален музей на Сърбия (Народни музеј, Narodni Muzej), Белград, Сърбия

Северна Америка
- Музей на изящните изкуства на Сан Франциско (The Fine Arts Museum of San Francisco), Сан Франциско, САЩ
- Галерия на изкуствата (Art Gallery of Ontario), Онтарио, Канада

## Пазарни рекорди
През 1959 г. картината на Рубенс „Поклонението на влъхвите“ е продадена от аукционната къща Сотбис за 275 хиляди лири стерлинги (770 хиляди долара по тогавашния курс) на анонимен колекционер. Това е най-високата цена, плащана за картина към момента.
През 2002 г. картината на Рубенс „Избиването на младенците“ („Избиването на невинните“) (ок. 1609 – 1611) е продадена от аукционната къща Сотбис за 49,5 милиона (49 506 650) лири стерлинги (76,7 млн. долара) на анонимен частен колекционер. Това е най-високата цена, плащана на аукцион за творба на стар майстор. Картината е била известна, но се е считало, че е дело на Ян ван ден Хуке, ученик на Рубенс.

## Избрани творби
- Ранни творби
- Portrait of a Young Woman with a Rosary, Thyssen-Bornemisza Museum, Мадрид, ок. 1609
- Венера пред огледалото, 1615
- Infanta Isabella Clara Eugenia (1566 – 1633), 1615. Kunsthistorisches Museum, Виена
- Virgin in Adoration before the Christ Child, ок. 1615
- Диана, връщаща се от лов, 1615 Gemäldegalerie Alte Meister
- Лов на тигри, 1617 – 1618
- Лов на хипопотами (1616). Рубенс е известен с трескавата енергия и обилен кипеж, бликащи от картините му.
- Отвличането на дъщерите на Левкип, c. 1617

- Исторически портрети
- Portrait of Marchesa Brigida Spinola-Doria, 1606
- Портрет на крал Филип IV Испански, ок. 1628/1629
- Portrait of Elisabeth of France. 1628, Kunsthistorisches Museum. Vienna
- Portrait of Ambrogio Spinola, ок. 1627 National Gallery in Prague
- Портрет на херцог Лерма на кон, 1603
- Автопортрет без шапка, 1639

- Пейзажи
- The Château Het Steen with Hunter, ок. 1635 – 8 National Gallery, London
- Miracle of Saint Hubert, painted together with Jan Bruegel, 1617
- Landscape with the Ruins of Mount Palatine in Rome, 1615
- Landscape with Milkmaids and Cattle, 1618

- Митологични творби
- Nymphs filling the horn of plenty, 1615, together with Jan Brueghel the Elder
- Създаването на Млечния път, 1636 – 1637, Мадрид, „Прадо“
- Венера и Адонис
- Юпитер и Калисто, 1613, Museumslandschaft of Hesse in Kassel

- Из Цикъла Мария Медичи (1622-1625)
- Series on Maria de' Medici; The Flight from Blois
- Maria de' Medici's arrival in Marseille
- The Education of the Princess
- The Negotiations at Angoulême
- Раждането на дофина във Фонтенбло, 1622 – 1625

- Религиозни творби
- Репродукция на картина на Рафаело от Петер Паул Рубенс, 1597 – 1600
- Девата на Непорочното зачатие, 1626 – 1628. Мадрид, „Прадо“
- Светото семейство 1630, Мадрид, „Прадо“
- Празникът на Ирод
- Самсон и Далила, 1609 – 1610
- Цар Соломон, 1617
- Падението на прокълнатите, ок. 1620
- 'Централният панел на триптиха Издигането на Кръста, 1611 г.
- Централният панел на олтара на Санта Мария ин Валичела, 1608 г.
- „Успение на Света Богородица“, 1625 – 1626

- Голи тела
- Фортуна, 1638
- Susanna and the Elders, 1608
- The Triumph of the Virtue 1608
- Hygeia, 1615. Прага, Lobkowicz Palace.
- Ermit and sleeping Angelica, 1628
- Кимон и Ефигения, 1615
- Венера, Купидон, Бакхус и Церера, 1612
- Амур и Венера 1614
- Трите Грации, 1635, Prado

- Елена Фурме и картини, посветени на нея
- Rubens with Hélène Fourment and their son Peter Paul, 1639, now in the Metropolitan Museum of Art
- Елена Фурме в сватбена рокля, детайл, втората съпруга на Рубенс, ок. 1630, сега се намира в Старата пинакотека
- Helena Fourment with a Carriage, 1639, Лувър
- Елена Фурме с Рубенс и тяхното дете, ок. 1630
- Венера и Купидон, 1640
- Вирсавия при фонтана, 1635
- Венера, Марс и Купидон
- Пасторална сцена, 1636
- Портрет на Елена Фурме, ок. 1638 Kunsthistorisches Museum, Виена

- Скици
- Study of a nude man, ок. 1611
- Lion, ок. 1614 – 1615. Black and yellow chalk, grey wash, heightened with white
- Peter Paul Rubens' son, Nikolas, 1621
- Изабела Брант (първата жена на Рубенс), 1621
- Young Woman with Folded Hands, ок. 1629 – 1630

## Изгубени творби
- Картината Разпъване на кръста, нарисувана за църквата Санта Кроче ин Джерусалеме, Рим била внесена в Англия през 1811. Продадена е на търг през 1812 г., 1820 и 1821 г., но е загубена в морето след 1821 г.[40]
- Конен портрет на ерцхерцог Алберт
- Сузана и старците сега известна само като гравюра от 1620 г. от Лукас Vostermanand.
- Творбата Satyr, Nymph, Putti and Leopards, останала като гравюра
- Judith Beheading Holofernes, ок. 1609 позната само като гравюра от 1610 на Корнелис Гал Старши.

Работи унищожени в бомбардирането на Брюксел са:
- The Madonna of the Rosary, за Кралския параклис на Доминиканската църква в Брюксел,
- Virgin Adorned with Flowers by Saint Anne от 1610, направена за Църквата на монасите – кармелити,
- Триптиха Св. Яков 1613 за църквата Св. Николай в Брюксел,
- Камбис, назначава Отан за съдия, които са част от украса за Зала на магистратите в Брюксел.
- В огъня на двореца Куденберг били изгорени няколко творби на Рубенс: Рождество Христово (1731), Поклонението на влъхвите, Петдесетница.[41]